# Фариас да Силва, Вандерлей
Вандерле́й Фари́ас да Си́лва (порт.-браз. Vanderlei Farias da Silva), также известный просто по имени Вандерле́й) (1 февраля 1984, Порекату, штат Парана) — бразильский футболист, вратарь «Операрио Ферровиарио».

## Биография
Вандерлей — воспитанник академии клуба «Лондрина». В 2004 году стал привлекаться к основному составу. В 2006 году перешёл в клуб «Олимпия» из одноимённого города в штате Сан-Паулу. В 2007 году очень успешно выступал за команду «Атлетико Паранаваи», которому помог впервые в истории выиграть чемпионат штата Парана. Сразу же после окончания чемпионата штата вратаря приобрёл один из ведущих клубов штата «Коритиба».
С «Коритибой» Вандерлей ещё пять раз становился чемпионом штата Парана. Также он дважды помогал команде выиграть Серию B чемпионата Бразилии. До 2011 года Вандерлей конкурировал за место в воротах Эдсоном Бастосом, а затем практически неизменно был первым номером «зелёных». Вандерлей провёл за «Коритибу» 301 матч — это второй результат для вратарей и восьмой результат среди всех футболистов, проведших наибольшее количество матчей за «Коритибу».
В январе 2015 года Вандерлей перешёл в «Сантос». Был подписан контракт до конца 2017 года. Помог «рыбам» дважды подряд выиграть чемпионат штата — в 2015 и 2016 годах. По итогам чемпионата Бразилии 2017 Вандерлей был признан лучшим вратарём страны как по версии Placar, так и по версии Globo и КБФ. Вандерлей был одним из лучших игроков «Сантоса» в большей части игр, прошедших в 2017 году. Он отбил 82 % нанесённых соперниками ударов.
В 2018 году Вандерлей установил рекорд «Сантоса» по длительности серии без пропущенных голов — 842 минуты. Она началась и закончилась на одном сопернике — 15 августа в Кубке Бразилии «Сантос» в дополнительное время обыграл «Крузейро» (2:1), пропустив первым на 12-й минуте, а 23 сентября «лисы» взяли верх 2:1 уже в рамках чемпионата Бразилии. Прежний рекорд Фабио Косты (691 минута) был побит в игре против «Параны» 9 сентября («рыбы» выиграли в гостях со счётом 2:0). Вандерлей получил от президента «Сантоса» мемориальную табличку со следующим текстом:

Вандерлей, за 106-летнюю историю футбольного клуба «Сантос» ты стал вратарём, который не пропускал голов наиболее продолжительное время, такого результата не смог добиться даже «Сантос» времён Пеле. В очередной раз ты вписал своё имя в историю клуба, достигнув рекордной отметки в восемь матчей и 842 минут без пропущенных мячей. Поздравляю.— Жозе Карлос Перес, президент ФК «Сантос», 
В 2020 году выступал за «Гремио». В 2021 году играл в Серии B за «Васко да Гаму».

## Титулы и достижения
- Чемпион штата Сан-Паулу (2): 2015, 2016
- Чемпион штата Риу-Гранди-ду-Сул (1): 2020
- Чемпион штата Парана (6): 2007, 2008, 2010, 2011, 2012, 2013
- Чемпион Серии B Бразилии (2): 2007, 2010
- Лучший вратарь чемпионата Бразилии (Серебряный мяч) (1): 2017
- Лучший вратарь чемпионата Бразилии (Globo и КБФ) (1): 2017
- Рекордсмен «Сантоса» по времени без пропущенных голов — 842 минуты
- Восьмой игрок «Коритибы» по количеству сыгранных матчей — 301 игра